# Gary Hannam
Gary Hannam  (* 1951 in Whangārei) ist ein neuseeländischer Filmproduzent.

## Leben
Gary Hannam wuchs auf einem Bauernhof auf. Er studierte Betriebswirtschaft an der Victoria University of Wellington. Nachdem er drei Jahre an seiner Lehrstätte unterrichtet hatte, wechselte er ins Filmbusiness und machte sich in Neuseeland als Produzent selbstständig. Die Arbeit führte ihn nach Deutschland, 2002 zog er mit seiner Frau Joy in die Schweiz nach Küssnacht. Mit seinem Film Mit Herz und Hand (2005) mit Anthony Hopkins in der Hauptrolle, erlangte Hannam internationale Bekanntheit.
Heute ist er CEO von Olivado Natural Nutrition. Das Unternehmen produziert in zwei Produktionsanlagen in Neuseeland und Kenia Avocado-Öl. Dabei wird der faire Handel und der biologische Anbau berücksichtigt. Olivado wurde aufgrund seiner Vermarktung zu einer internationalen Marke. In der Schweiz sind die Produkte bei Coop Fine Foods erhältlich.

## Filmografie (Auswahl)
- 1986: The Lost Tribe
- 1987: Der Navigator (The Navigator – A Medieval Odyssey)
- 2005: Mein Freund Mee Shee (Mee-Shee: The Water Giant)
- 2005: Mit Herz und Hand (The World's Fastest Indian)